# كنك جها
كَنَك جها (بالإنجليزية: Kanak Jha) هو لاعب تنس الطاولة أمريكي، ولد في 19 يونيو 2000 في ميلبيتاس في الولايات المتحدة.

## وصلات خارجية
- هذه المقالة غير مرتبط بويكي بيانات

لا توجد روابط لمواقع التواصل الاجتماعي.